# Agronomska fakulteta v Osijeku
Agronomska fakulteta (izvirno hrvaško Poljoprivredni fakultet u Osijeku), s sedežem v Osijeku, je fakulteta, ki je članica Univerze v Osijeku.